# Леки крайцери тип „Грауденц“
Грауденц (на немски: Graudenz) са серия леки крайцери на Императорските военноморски сили от времето на Първата световна война. Модификация на крайцерите от типа „Карлсруе“. Всичко от проекта са построени 2 единици: „Грауденц“ (на немски: SMS Graudenz) и „Регенсбург“ (на немски: SMS Regensburg). Техен усъвършенстван вариант са крайцерите от типа „Висбаден“.

## Конструкция
Крайцерите от типа „Грауденц“ имат нормална водоизместимост 4912 t, а пълната е 6382 t, дължина от 139 m по водолинията (142,7 m – максимална), ширина 13,8 m, газене 5,68 – 5,75 m. Имайки корпус с практически същите размери като при предходния тип, крайцерите за изработка на пара имат само дванадесет военноморски водотръбни котела (десет въглищни и два нефтени), за разлика от четиринадесетте при предшественика, като парата е с работно налягане от 16 atm, с повърхност на нагрев от 5560 m² (с 240 m² по-малко от предшествениците). Конструкторите използват три коминна схема.

### Въоръжение
Корабите са въоръжени с дванадесет скорострелни 105 mm оръдия SK L/45, поставени в еднооръдейни установки с щитове. Две от тях са редом отпред на бака, две са на кърмата, за първи път на германски малък крайцер схемата е линейно-терасовидна, и четири по всяка страна в средната част на кораба. Оръдията имат максимална далечина на стрелбата до 12 700 m. Боекомплектът им съставлява 1800 изстрела. Също крайцерите са въоръжени с четири 500 милиметрови торпедни апарата и могат да носят до 120 мини за поставяне на заграждения.

### Броня
Схемата на броневата защита повтаря използваната при типа „Магдебург“.
Дългият, макар и доста тесен броневи пояс с 60 mm никелова броня, в носовата си част той има дебелина 18 mm, в кърмовата липсва, хоризонталният участък от броневата палуба има дебела 20 mm никелова броня, скосовете са 40 mm. Малко след началото на главния пояс минава 40 mm носов траверс. Кърмовата част се защитава от 40 mm палуба и 60 mm скосове. Бойната рубка има дебелина на стените от 100 mm круповска броня, а стоманения 20 mm покрив е от никелова броня. Оръдията на главния калибър са прикрити от щитове с дебелина 50 mm. Далекомерът е прикрит от 30 mm броня..

### Енергетична установка
Парните турбини работят на 2 вала и имат проектна мощност от 26 000 к.с. при 410 rpm. Пълната скорост е 27,5 възела (51,0 km/h). На крайцерите има и два турбо-генератора и един дизел-генератор, които произвеждат електроенергия с обща мощност 260 kW при напрежение 220 V.

## Служба
„Грауденц“ – Заложен през 1912 г., спуснат на 25 октомври 1913 г., влиза в строй на 10 август 1914 г.
„Регенсбург“ – Заложен през 1912 г., спуснат на 25 април 1914 г., влиза в строй на 3 януари 1915 г.

## Коментари
1. ↑  Всички данни са към момента на влизането в строй.
2. ↑  Според немската класификация те се обозначават като малки крайцери (на немски: Kleiner Kreuzer).
3. ↑  Префиксът „SMS“ е от на немски: Seiner Majestat Schiff (Кораб на Негово Величество).
4. ↑  Съгласно номенклатурата на артилерията на флота на Германската империя „SK“ (Schnelladekanone) означава „скорострелно оръдие“, а L/45 означава сравнителната дължина на оръдието в калибри. В дадения случай L/45 означава, че дължината на оръдието съставлява 45 негови калибра (105 × 45).